# روبرت هاري بيرسل
روبرت هاري بيرسل (بالإنجليزية: Robert Purcell)‏‏ (19 ديسمبر 1935 - ) عالم فيروسات، وعالم أحياء دقيقة من الولايات المتحدة.

## الجوائز
- جائزة الملك فيصل العالمية في الطب